# Heliocopris pauliani
Heliocopris pauliani là một loài bọ cánh cứng trong họ Bọ hung (Scarabaeidae).